# Guillermo della Scala
Guillermo della Scala (Verona, 1350 - Ibídem, 18 de abril de 1404) fue un político y militar italiano, descendiente ilegítimo de los Scaligeri.

## Biografía
Guillermo era hijo natural de Cangrande II della Scala, destinado por su padre a sucederle en el señorío de Verona, al no tener hijos legítimos.
A los seis años, Cangrande depositó una gran suma de dinero en las arcas de la República de Venecia a favor de Guillermo, para que este la necesitara para mantener el poder. 
En 1359, tras la muerte de su padre, fue apartado de la vista de su tío Cansignorio della Scala, quien lo consideraba un pretendiente inconveniente, y fue enviado a Venecia.
En 1389 se trasladó a Múnich y de nuevo a Venecia, donde buscó amistades que pudieran restaurar el prestigio de la familia, empañado dos años antes con la expulsión de Antonio I della Scala de Verona por los Visconti de Milán. Sus amigos Carraresi de Padua lo eligieron podestá de la ciudad en 1402.
Tras la muerte de Gian Galeazzo Visconti ese mismo año, Guillermo aprovechó el descontento del pueblo veronés contra los milaneses y el apoyo de Francisco II de Carrara, a quien le habría prometido Vicenza a cambio, para sitiar Verona el 8 de abril de 1404. 
Tras unos días de lucha, Guillermo fue proclamado señor, pero murió poco después, el 18 de abril, posiblemente envenenado por el propio Francisco de Carrara. Su hijo Brunoro tomó el poder precariamente, pero fue derrotado por los Carraresi.
A través de su hijo Pablo, Guillermo fue el fundador de la línea alemana de la familia "Della Scala" (que en los países alemanes tomó el nombre de "Von der Leiter").

## Descendientes
Guillermo tuvo once hijos de una mujer cuyo linaje se desconoce:
- Nicodemo (?-1443), obispo de Freising
- Brunoro (?-1437), líder
- Antonio, caballero
- Nicolás, quizás padre del humanista Julio César Scaligero
- Oria
- Beatriz
- Catalina (?-1424)
- Pablo (?-1441)
- Claro
- Fregnano (?-1443)
- Bartolomé (?-1443)

## Sucesión
| Predecesor: Canfrancesco della Scala (1390) | Señor de Verona 1404 | Sucesor: Brunoro della Scala (1404) Antonio II della Scala (1404) |

- Datos: Q1470198